# Tomáš Špidlík
Tomáš Špidlík (n. 17 decembrie 1919, Boskovice⁠(d), Moravia de Sud, Cehia – d. 16 aprilie 2010, Roma, Italia) a fost un profesor de patristică și spiritualitate a răsăritului creștin la Universitatea Pontificală Gregoriană. Papa Ioan Paul al II-lea l-a numit cardinal în anul 2003. Biserica sa titulară din Roma a fost Sant’Agata dei Goti⁠(en)[traduceți].

## Scrieri
- Grégoire de Nazianze. Introduction à l'étude de sa doctrine spirituelle, Roma, 1971;
- Calea spiritului, Iași, 1996;
- Spiritualitatea Răsăritului creștin, Sibiu, 1997;
- Cateheză despre Biserică, Târgu Lăpuș, 2004;
- Teofan Zăvorâtul. Inima și Duhul, Sibiu, 2011.